# 풍산동 (고양시)
풍산동(楓山洞)은 경기도 고양시 일산동구에 있는 행정동이다. 일산동구의 동남쪽 끝에 자리한 마을로 서쪽으로는 백석동, 마두동이 있고, 동쪽으로는 덕양구 주교동, 식사동이 있으며, 남쪽으로는 백석동, 내곡동, 그리고 북쪽으로는 일산동, 식사동과 이웃하고 있다.

## 지명
풍산동은 본래 이곳의 오랜 마을인 풍동(楓洞)과 산황동(山黃洞)을 합쳐 붙인 이름이다. 이 중에서 풍동은 오래전부터 단풍나무가 많아 붙여진 이름이며, 산황동은 마을에 있는 ‘산의 흙이 붉다’고 하여 붙여진 이름이다.

## 개요
풍산동은 고양시 최대 규모의 아파트 풍동 지구 공사가 진행되고 있으며 이외에 전통의 농촌마을, 아파트 마을, 카페와 같은 전문식당가 마을 등 매우 다양한 모습으로 남아 있다. 먼저 풍산동에서 인구가 가장 많이 거주하는 곳이 풍동이다. 이 마을은 현재 주민이 거주하고 있는 단풍마을, 은행마을 아파트 단지와 아파트가 건설되고 있는 공사현장 마을, 그리고 고양시의 대표적인 카페촌을 이루고 있는 마을, 오래전부터 단독 주택을 이루어 살고 있는 마을, 논과 밭으로 이루어져 있다. 마을의 북쪽과 민마루 마을 부근에는 높지 않은 산에 숲이 보존되어 있다. 산황동은 풍동의 남쪽에 있는 전형적인 농촌 마을이다. 일산동구에 속해 있으면서 그린벨트로 묶여 있어 여러 가지 발전에 제약을 받고 있는 마을이며, 자연촌락 형태의 마을 모습이 그대로 유지되고 있는 곳이다. 마을의 집들은 대부분 농촌형 단독주택이 주류를 이루고 있다, 마을 뒷편에는 보존가치가 큰 숲이 자리해 있고 큰 벌판과 과수원, 밭이 있는 마을이다. 이 풍산동의 서쪽으로는 경의선 철로가 지나고 있어 백마교 등을 이용하지 않고는 일산신시가지로의 출입이 용이하지 않으며 또는 철도 건널목을 이용해야 한다. 한편 마을의 북쪽 애니골 마을 인근에는 일산 2지구 개발이 이루어지고 있어, 앞으로 풍동지구와 함께 대규모의 변화가 있을 것으로 보인다. 그리고 이 애니골에는 최근에 들어 고급 음식점, 주점, 카페가 있어 많은 주민들이 이용하고 있다. 본래 풍동의 주마을이었던 식골, 풍삼리 마을은 풍동 택지 개발 사업으로 주민들의 대부분이 이주한 상태이며 현재 아파트가 지어지고 있다. 마을의 상가는 단풍마을 입구와 현대 모터스 부근, 은행마을에 소규모 상가가 들어서 있다.

## 법정동
- 풍동(楓洞)
- 산황동(山黃洞)

## 아파트
| 단지명                         | 건설사                  | 시행사                                      | 주소                       | 입주        | 비고       |
| ------------------------------ | ----------------------- | ------------------------------------------- | -------------------------- | ----------- | ---------- |
| 숲속마을 4단지                 | 신안건설산업㈜          | 대한주택공사                                | 일산동구 숲속마을1로 86    | 2006년 6월  | 국민임대   |
| 숲속마을 10단지 에버나인       | ㈜대동건설              | 대한주택공사                                | 일산동구 숲속마을2로 25    | 2006년 6월  | 군인아파트 |
| 숲속마을 2단지 두산위브        | 두산산업개발 외1        | 대한주택공사                                | 일산동구 숲속마을1로 55    | 2006년 7월  |            |
| 숲속마을 8단지                 | 온빛건설㈜ 진흥건설㈜   | 대한주택공사                                | 일산동구 숲속마을1로 115   | 2006년 7월  |            |
| 숲속마을 3단지 요진 더포레스트 | 요진산업㈜ 외1          | 대한주택공사                                | 일산동구 숲속마을로 65     | 2006년 9월  |            |
| 숲속마을 7단지                 | 온빛건설㈜ ㈜신일       | 대한주택공사                                | 일산동구 숲속마을1로 116   | 2006년 9월  |            |
| 숲속마을 1단지                 | 신안건설산업㈜ 남양건설 | 대한주택공사                                | 일산동구 숲속마을1로 29-15 | 2007년 11월 | 국민임대   |
| 숲속마을 5단지 아이파크        | 현대산업개발            | HDC아이앤콘스                               | 일산동구 숲속마을1로 87    | 2006년 6월  |            |
| 숲속마을 6단지 두산위브        | 두산산업개발            | ㈜천안건설                                  |                            | 2006년 9월  |            |
| 은행마을 1단지 동문굿모닝힐    | 동문건설㈜              | 동문일산우인1주택조합 동문일산우인2주택조합 | 일산동구 은행마을로 16     | 2002년 12월 |            |
| 백마역 중앙하이츠빌            | 중앙건설                | 중앙일산주택조합                            | 일산동구 고일로 171        | 2001년 1월  |            |
| e편한세상 일산메이포레 1단지   | 디엘이앤씨㈜            | 식사풍동 1단지 지역주택조합                 |                            |             |            |
| e편한세상 일산메이포레 2단지   | 디엘이앤씨㈜            | 식사풍동 2단지 지역주택조합                 |                            |             |            |
| e편한세상 일산메이포레 3단지   | 디엘이앤씨㈜            | 식사풍동 3단지 지역주택조합                 |                            |             |            |
| 성원상떼빌 5차                 | 성원건설                | 풍동삼일신혼아파트 재건축조합               |                            | 2003년 4월  |            |
| 숲속마을 9단지 성원상떼빌      | 성원건설                | 성원건설                                    |                            | 2006년 12월 |            |

## 교육
- 풍산초등학교
- 풍동초등학교
- 풍산중학교
- 풍동중학교
- 풍동고등학교

## 교통
- 경의중앙선, 서해선 풍산역